# Louis, enfant roi
Louis, enfant roi je francouzský hraný film z roku 1993, který režíroval Roger Planchon podle vlastního scénáře. Film měl premiéru na filmovém festivalu v Cannes 21. dubna 1993.

## Děj
Film zachycuje události Frondy z let 1648 až 1652. Příběh je prezentován prostřednictvím role králova bratra Filipa, hlavního hrdiny i vypravěče příběhu. V lednu 1649 musí mladý Ludvík XIV. tvrdě bránit svou královskou moc. Musí čelit intrikám vysoké šlechty, kteří vedou Frondu a zradám jeho příbuzných. Pomáhají mu v tom jeho matka Anna Rakouská a kardinál Mazarin.

## Obsazení
| Maxime Mansion    | Ludvík XIV.                                   |
| Jocelyn Quivrin   | Filip I. Orleánský                            |
| Paolo Graziosi    | kardinál Mazarin                              |
| Carmen Maura      | Anna Rakouská                                 |
| Hervé Briaux      | Gaston Orleánský                              |
| Serge Dupire      | Velký Condé                                   |
| Régis Royer       | Armand Bourbon-Conti                          |
| Michèle Laroque   | Anne-Geneviève de Bourbon-Condé               |
| Aurélien Recoing  | Jean-François Paul de Gondi                   |
| Isabelle Gélinas  | Élisabeth-Angélique de Montmorency-Bouteville |
| Brigitte Catillon | Marie de Rohan                                |
| Irina Dalle       | Anna Marie Louisa Orleánská                   |
| Carlo Brandt      | François de La Rochefoucauld                  |
| Roger Planchon    | dvořan zodpovědný za nočník                   |
| Marcel Bozonnet   | duch Ludvíka XIII.                            |
| Laurent Gamelon   | vévodkyně                                     |
| Maurice Barrier   | François de Comminges, hrabě de Guitaut       |
| Vanessa Wagner    | Charlotte-Marie de Lorraine                   |
| Isabelle Renauld  | Catherine Bellier                             |
| Max Vialle        | Valot                                         |
| Élodie Frenck     | služebná                                      |
| Michèle Gleizer   | madame de Noirols                             |
| Thierry Bosc      | Henri de La Tour d'Auvergne de Turenne        |

## Ocenění
- Mezinárodní filmový festival bratrů Manakiových: Zlatá kamera 300